# 오테마치역 (도쿄도)
오테마치역(일본어: 大手町駅, おおてまちえき)은 일본 도쿄도 지요다구에 있는 역이다.

## 개요
JR 도쿄역과 가장 가까운 역으로써의 대표성을 나타내며, 도쿄 지하철에서도 중심적 존재인 역이다. 마루노우치 선에는 "산케이 앞"의 역명 병칭이 있으며, 미타 선에서도 포장 개시부터 도쿄 급행 전철 메구로 선 히요시 역까지 연장 후에 "요미우리 신분샤 앞"의 역명 병칭이 붙었고 다음 역의 안내 방송에서도 나온다.

### 이용 가능 철도 노선
이하 5개의 노선이 다니고 있으며, 이것은 도쿄 지하철 역에서 가장 많다. 도쿄역은 복수의 지하통로로 연결되어 있어 도보 연결이 가능하지만 도자이 선 밖에 안내되지 않는다. 도자이 선 환승 안내에서는 "JR선"과 방송이 된다.
- 도쿄 메트로
  -  마루노우치 선 - 동측
  -  도자이 선 - 남측
  -  지요다 선 - 서측
  -  한조몬 선 - 북측
- 도에이 지하철
  -  미타 선 - 남서측

역 번호는 마루노우치 선이 M 18, 도자이 선이 T 09, 지요다 선이 C 11, 한조몬 선이 Z 08, 미타 선이 I 09이다.

### 소재지
- 마루노우치 선・지요다 선・한조몬 선: 도쿄 도 지요다 구 오테마치 1초메 6-1
- 도자이 선: 도쿄 도 지요다 구 오테마치 2초메 1-1
- 미타 선: 도쿄 도 지요다 구 마루노우치 1초메 3-1

## 역 구조
각 노선의 역을 연결시키면 알파벳 "P"와 같은 배치로 되어 있으며, 왼쪽 아래부터 시계 방향으로 미타 선·지요다 선·한조몬 선·마루노우치 선·도자이 선 순으로 나란히 있다. 한조몬 선 역이 개통했을 시에는 "일본 제일의 지하철 역"으로서 NHK뉴스 프로그램 등에서도 거론되기도 했다.

### 도쿄 지하철
마루노우치 선은 상대식 승강장 2면 2선, 기타 노선은 섬식 승강장 1면 2선의 지하역이다.
도쿄 메트로의 각 노선은 개찰구 내부에서 연결되고 있지만, 마루노우치 선과 한조몬 선과 도자이 선의 환승 부분은 직접 연결이 없어서 환승할 때는 일단 개찰구를 나왔다가 다시 들어가야 하기 때문에 어느 한쪽의 승차권류에서도 개찰구 밖에서 환승이 가능하게 되어 있다. 다만, 우회하게 되더라도 지요다 선 승강장을 경유하면 개찰구 내 환승이 가능하다. 도자이 선과 한조몬 선을 환승할 경우 도자이 선 승강장의 나카노 방향과 한조몬 선 승강장의 시부야 방향에서 선회하는 경우에는 지요다 선 승강장을 통해 노선 간의 거리가 약간 짧아진다.
도자이 선과 한조몬 선, 미타 선과 한조몬 선과 마루노우치 선 상호 간의 환승시간은 많이 걸리므로 도자이 선과 한조몬 선의 경우에는 구단시타 역, 미타 선과 한조몬 선의 경우에는 진보초 역에서 환승하면 매우 편리하다.
마루노우치 선 승강장은 인근 도쿄역에 가까이 있지 않게 하려는 이유 때문에 현 위치에 건설되었다. 또한 당역 ~ 도쿄역 간 터널 밑에도 역 시설이 있기 때문에 도자이 선 승강장의 개찰구 밖 통로는 마루노우치 선 터널 부분을 파헤친 구조로 되어 있으며, 도자이 선 승강장도 마루노우치 선 터널과 교차한 부분만 천장이 조금 낮다.
JR 도쿄역과 가장 근접한 곳에 있어 당 노선에 대한 역의 환승 안내를 하고 있다. 반대로 도쿄역에는 도자이 선 안내를 역 구내에서만 하고 있다. JR 도쿄역 구내에서는 도자이 선 외에도 마루노우치 선에 대해서도 환승 안내가 있지만 이는 오테마치 역이 아닌 마루노우치 선과의 환승역으로 있는 것이다.
지요다 선은 원래 이곳이 제1기 개업 구간의 종점이면서도 신오차노미즈 역 근처에 건늠선이 설치되어 있다. 당역에서 승강장 확장 후에는 긴급 시에만 사용된다. 히비야도리의 너비 제약으로 인하여 지요다선과 미타선의 역을 나란히 설치할 수 없었기 때문에 약 2km 병행 구간에 약 500m 간격으로 역이 설치되었다. 지요다선 오테마치역, 미타선 오테마치역, 치요다선 니주바시마에역, 미타선 히비야역, 치요다선 히비야역이 교대로 설치되어 있다.
도자이 선의 개찰구에서 JR 도쿄역 야에스구치와 마루노우치구치에 두 방향으로 나뉘는데, 신칸센은 야에스구치(니혼바시구치 포함)를 이용하도록 표기되고 있다.

#### 승강장
| 번호 | 노선          | 행선                                                                                  |
| ---- | ------------- | ------------------------------------------------------------------------------------- |
| 1    | 마루노우치 선 | 긴자・신주쿠・오기쿠보・호난초 방면                                                   |
| 2    | 마루노우치 선 | 오차노미즈・고라쿠엔・이케부쿠로 방면                                                 |
| 3    | 도자이 선     | 니혼바시・니시후나바시・도요 가쓰타다이・쓰다누마 방면 (JR 소부 선·도요 고속 철도 선) |
| 4    | 도자이 선     | 이다바시・다카다노바바・나카노・미타카 방면 (JR 주오 선)                              |
| 5    | 지요다 선     | 가스미가세키・요요기우에하라・혼아쓰기 방면 (오다큐 선)                               |
| 6    | 지요다 선     | 기타센주・아야세・아비코・도리데 방면 (JR 조반 선)                                    |
| 7    | 한조몬 선     | 구단시타・시부야・주오린칸 방면 (도큐 덴엔토시 선)                                    |
| 8    | 한조몬 선     | 긴시초・오시아게・도부 동물공원・구키・미나미쿠리하시 방면 (도부 이세사키 선)         |

- 당역의 승강장 번호는 8번 선까지 있어, 도쿄 지하철 내에서는 최다이다.
- 지요다 선에서는 평일 야간 시간대에 당역 시발의 혼아쓰기 행 특급 로망스 카 "메트로 홈 웨이"가 4편성 설정되어 있다. 다만, 지요다 선 내에서 다이어의 관계상, 유시마 역에서 회송한 후 출발한다.
- 한조몬 선 승강장의 오시아게 방향 승강장이 약간 굽어 있어 매일 역무원의 입초가 근무한다.

### 도쿄 도 교통국
섬식 승강장 1면 2선의 지하역이다.
한때 대합실 벽에는 스튜디오 지브리 작품이나 요미우리 일본 교향악단의 화상이 디자인된 상태로 포장되어 있었다. 마찬가지로 플랫폼의 기둥과 역 광고에는 요미우리 자이언츠와 신문 의장의 포장도 되어 있었다.
히비야 방향쪽 지상 출입구의 일부는 지요다 선 니주바시마에 역의 출구와 공용하고 있다. 또 2007년에 보행 지하통로가 완성되어 도쿄역까지 지하도로 경유하여 갈 수 있다.
환승 시 각 노선이 제도고속도교통영단(에이단 지하철)이었던 시절은 역 도착 시 방송에서 "에이단 지하철 노선을 환승합니다"라고 방송하였지만, 도쿄 메트로 출범 후 "도자이 선, 지요다 선, 마루노우치 선, 한조몬 선을 환승합니다."와 함께 노선 이름을 안내하게 되었다.

#### 승강장
| 번호 | 노선    | 행선                                 |
| ---- | ------- | ------------------------------------ |
| 1    | 미타 선 | 메구로・히요시 방면 (도큐 메구로 선) |
| 2    | 미타 선 | 스가모・니시타카시마다이라 방면      |

## 역 주변
- 국도 1호선
- 도쿄역
- 산케이 신문사 본사
- UBS 그룹
- 일본 기상청
- 도쿄 소방청
- 고쿄
- 마루노우치 빌딩
- 신마루노우치 빌딩

## 역사
- 1956년 7월 20일: 도영 지하철 마루노우치 선 영업 개시.
- 1966년 10월 1일: 도자이 선 영업 개시.
- 1969년 12월 20일: 지요다 선 영업 개시.
- 1972년 6월 30일: 도영 지하철 6호선 영업 개시.
- 1978년 7월 1일: 도영 지하철 6호선이 미타 선으로 개명됨.
- 1989년 1월 26일: 한조몬 선 영업 개시.
- 2004년 4월 1일: 영단지하철 민영화에 의해 마루노우치 선, 도자이 선, 지요다 선, 한조몬 선이 도쿄메트로의 역이 됨.
- 2008년 3월 15일: 오다큐 급행의 특급열차 로망스카와 지요다 선의 직통운전 개시.

## 버스 노선
간다바시(C1・C2 출입구 부근)
- 히가시43: 아라카와도데 행 / 도쿄역 마루노우치키타구치 행

오테마치(C8・C9 출입구 부근)
- 히가시43: 아라카와도데 행 / 도쿄역 마루노우치키타구치 행

마루노우치 1초메(B2 출입구 부근)
- 히가시20・히가시22: 도쿄역 마루노우치키타구치 행

고후쿠바시(B6・B7 출입구 부근)
- 히가시20: 도쿄 도 현대 미술관 경유 긴시초역 행 / 도쿄역 마루노우치키타구치 행
- 히가시22: 도요초 역 경유 긴시초 역 행 / 도쿄역 마루노우치키타구치 행

도쿄 산케이 비루(A4 출입구 부근)・게이단렌 회관・JA빌딩(C2 출입구 부근)・요미우리 신문(C3 출입구 부근)
- 마루노우치 셔틀: 도쿄 회관・히비야 방면 행

팰리스 호텔
- 도쿄 공항 교통: 나리타 국제공항 행

## 사진

역 배치도
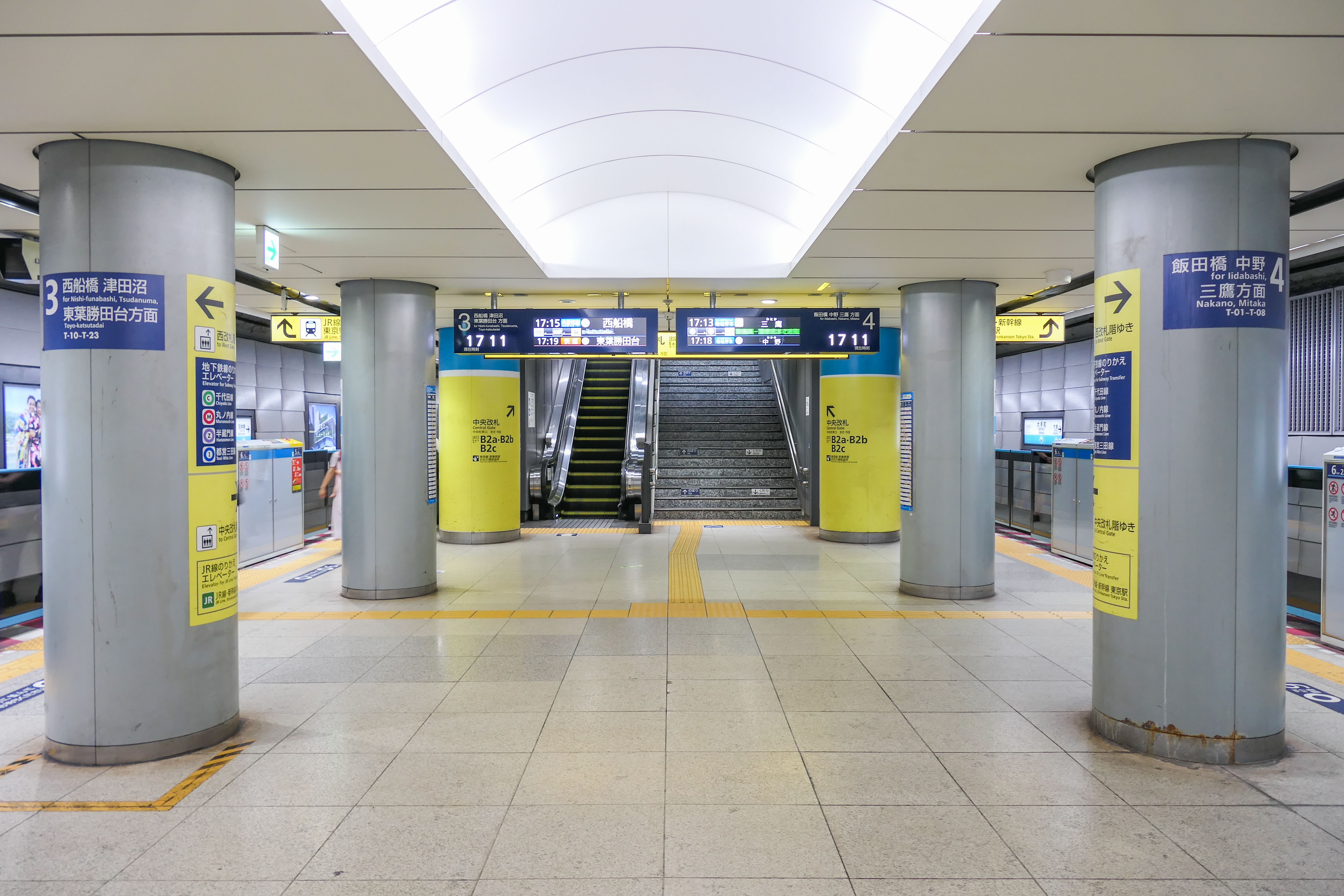
도자이선 승강장
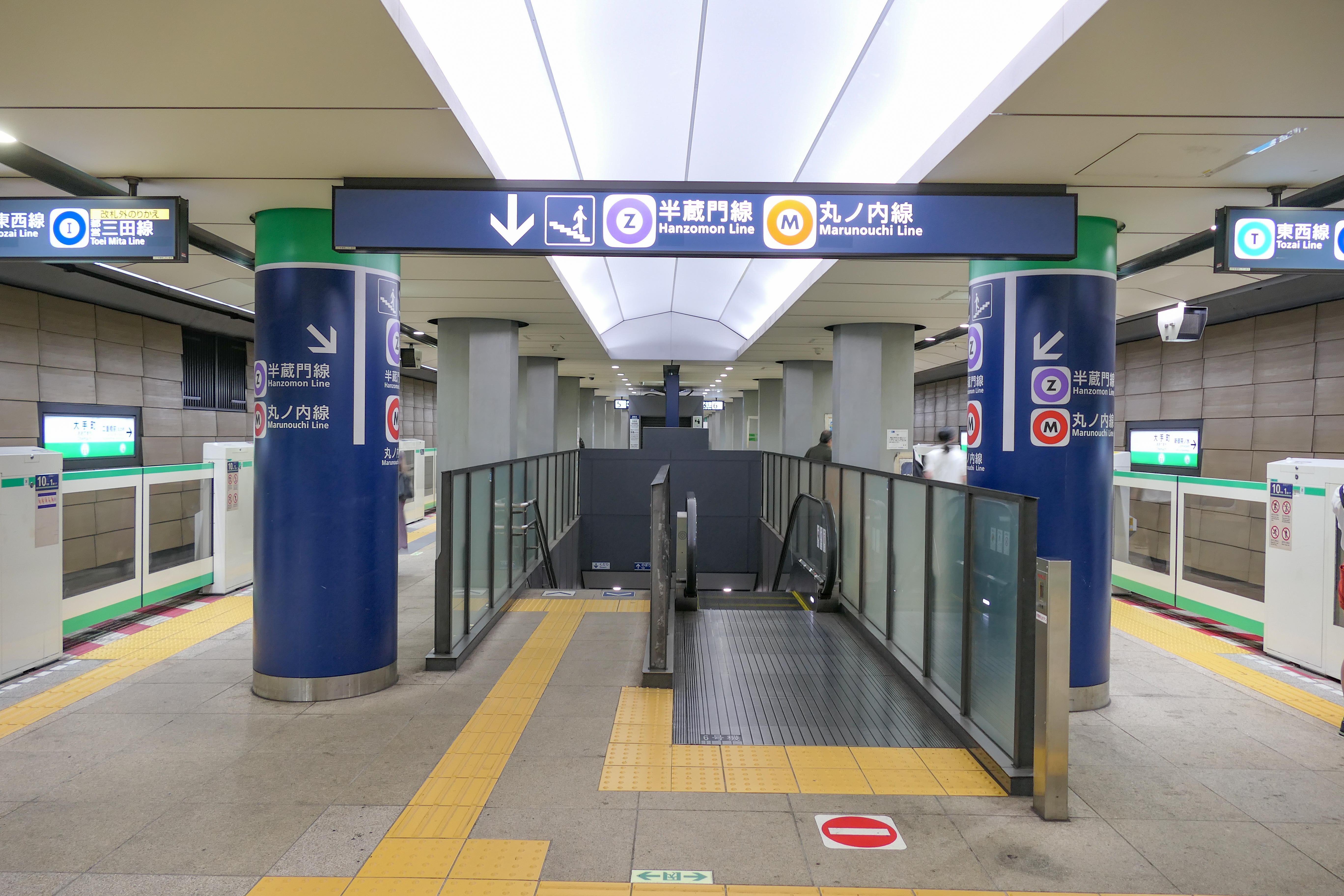
지요다선 승강장
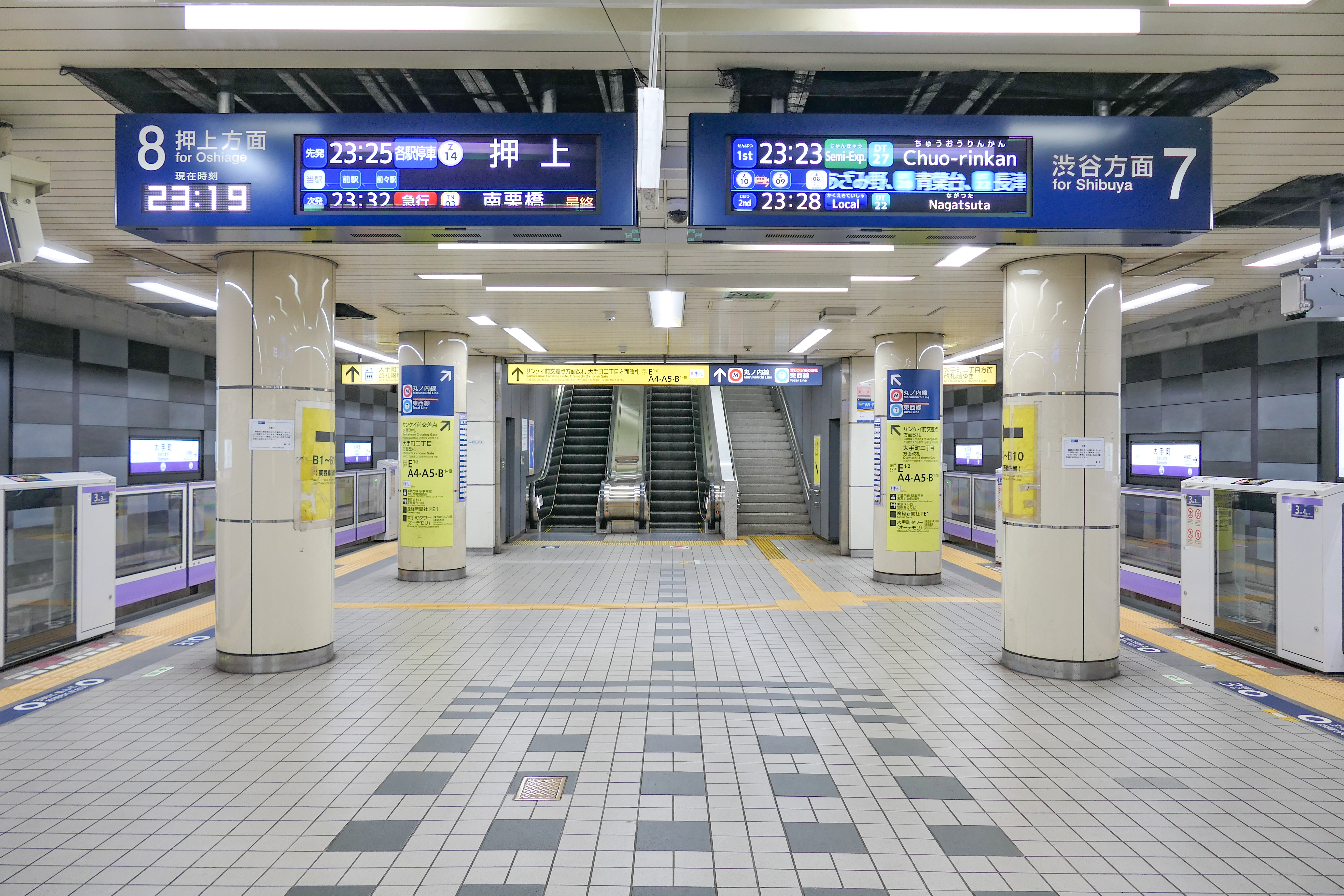
한조몬선 승강장
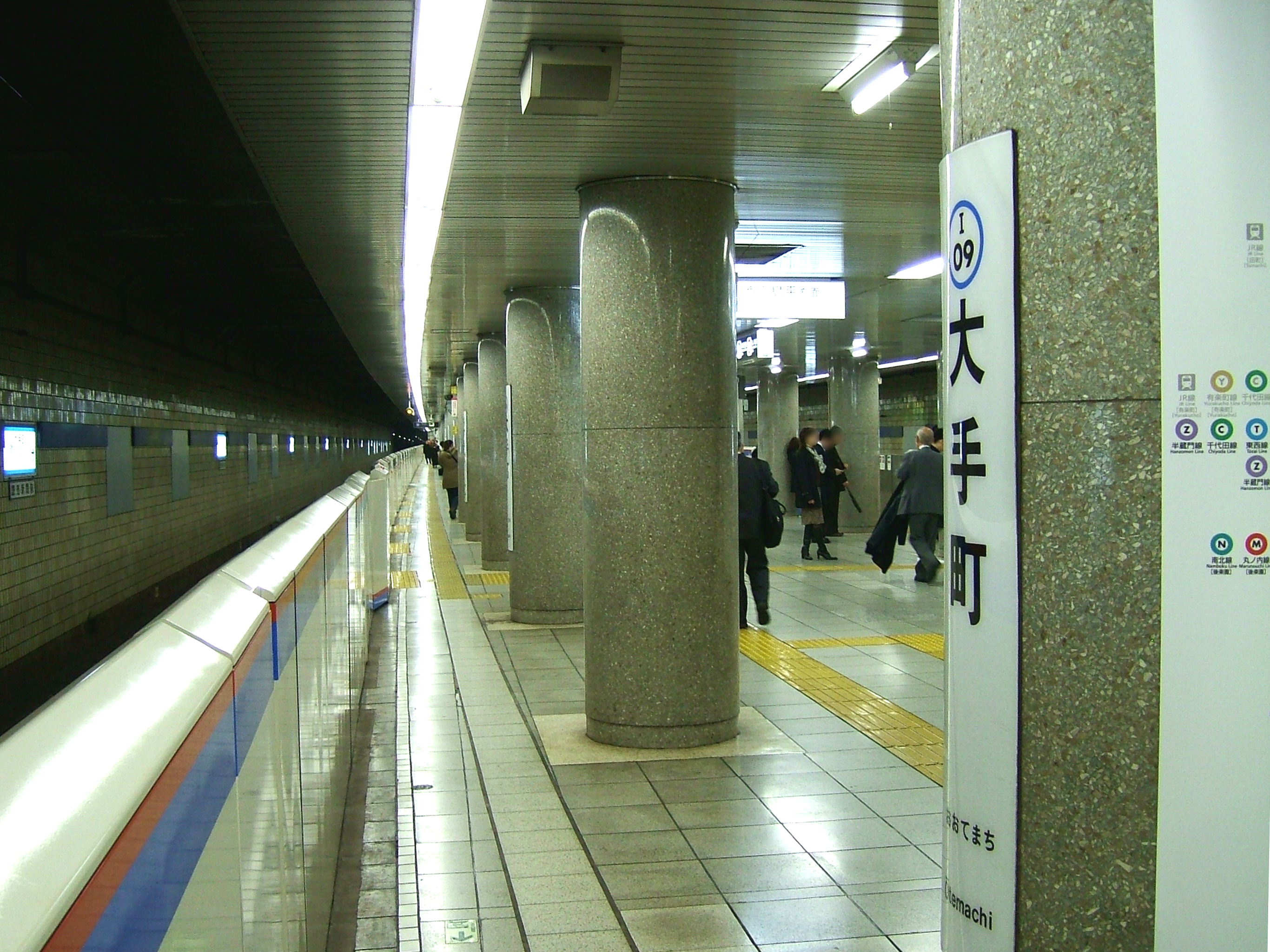
미타선 승강장 (부역명 "요미우리 신분샤 앞" 빼기 전)
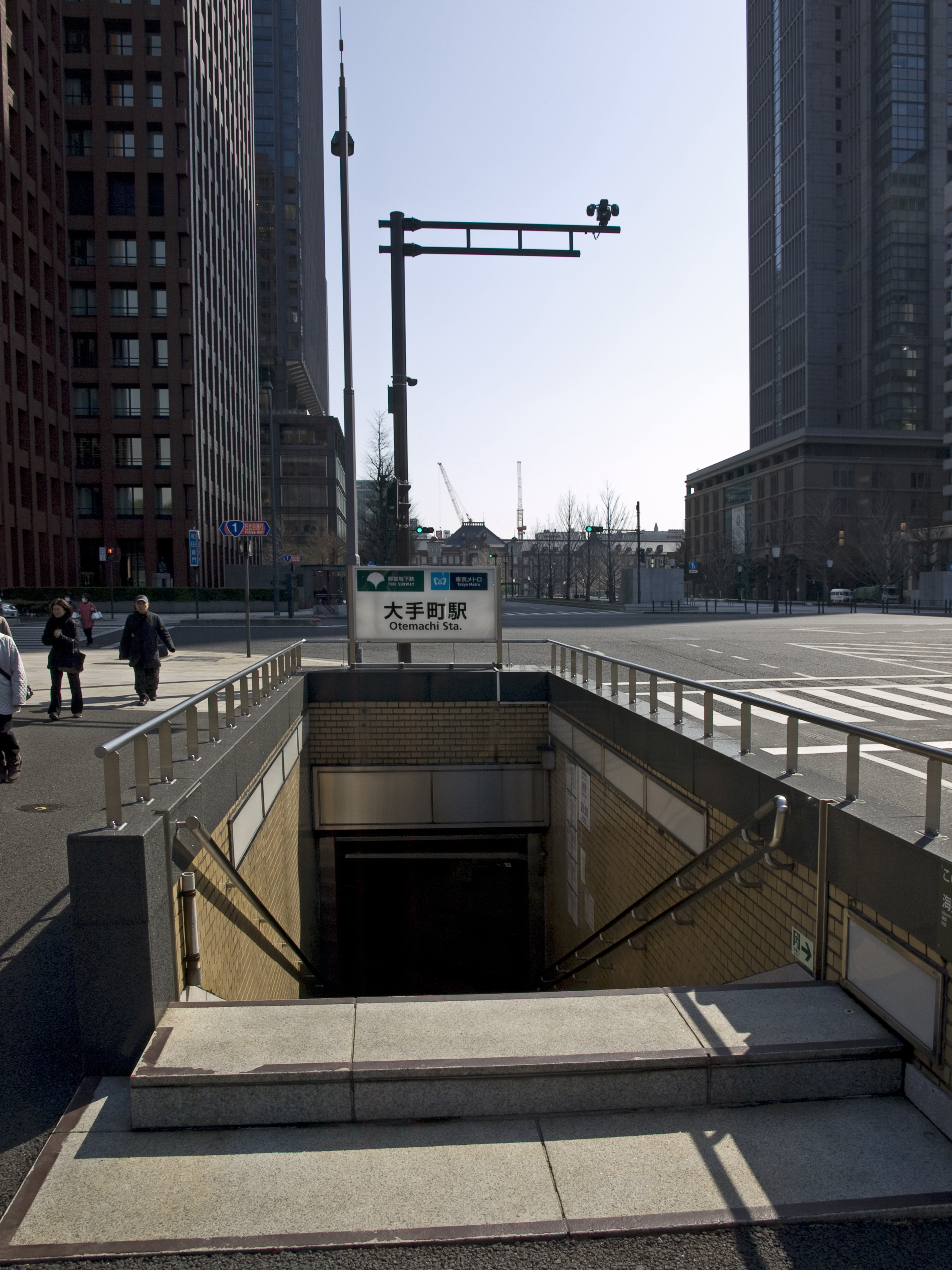
D2 출입구
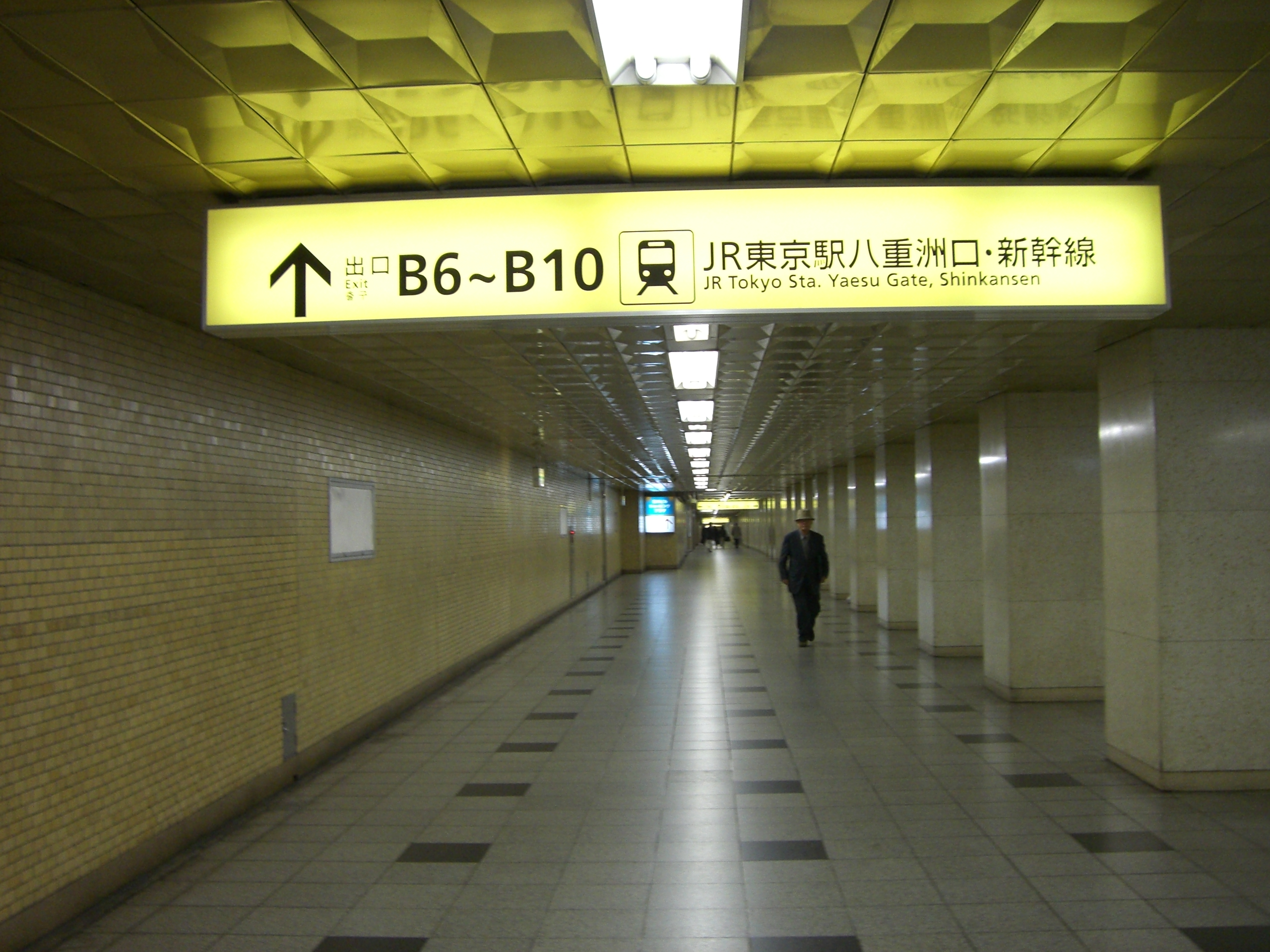
JR 도쿄역 연결통로

## 인접역
| 도쿄 지하철 마루노우치 선             | 도쿄 지하철 마루노우치 선 | 도쿄 지하철 마루노우치 선           |
| ------------------------------------- | ------------------------- | ----------------------------------- |
| M 17 도쿄 오기쿠보 방면               | 마루노우치 선             | 아와지초 M 19 이케부쿠로 방면       |
| 도쿄 지하철 도자이 선                 |                           |                                     |
| T 08 다케바시 나카노 방면             | 도자이 선                 | 니혼바시 T 10 니시후나바시 방면     |
| 도쿄 지하철 지요다 선                 |                           |                                     |
| C 10 니주바시마에 요요기우에하라 방면 | 지요다 선                 | 신오차노미즈 C 12 아야세 방면       |
| 도쿄 지하철 한조몬 선                 |                           |                                     |
| Z 07 진보초 시부야 방면               | 한조몬 선                 | 미쓰코시마에 Z 09 오시아게 방면     |
| 도쿄 도 교통국 미타 선                |                           |                                     |
| I 08 히비야 메구로 방면               | 미타 선                   | 진보초 I 10 니시타카시마다이라 방면 |